# فرانك باتلر (سياسي)
فرانك باتلر هو سياسي أسترالي، ولد في 18 أغسطس 1884 في Kilcoy, Queensland ‏ في أستراليا، وتوفي في 25 يوليو 1961 في جلادستون في أستراليا. نشط حزبياً في Country and Progressive National Party ‏. وقد انتخب عضو المجلس التشريعي لولاية كوينزلاند ‏.